# Пробірний камінь
Пробірний камінь (рос. пробирный камень, англ. lyddite,  lydite, touchstone; нім. Probierstein m) — слабометаморфізований, тонкозернистий вуглекислий, кременистий сланець у вигляді чорного бруска, на якому за кольором риски благородного металу визначають його пробу. Твердість каменю 4,6—6,5, Основні вимоги до пробірного каменю: твердість за мінералогічною шкалою 4,6—6,5; хімічний склад SiO2 75—90 %, C 8—23 %, домішки (Al, Fe, Ca, Mn, S, Na і інші) не більше 2 %. Пробірний камінь повинен бути без тріщин і не реагувати з неорганічними кислотами та їхніми сумішами.